# Torre del Gall
La Torre del Gall o simplement la Torre és un edifici als afores del nucli urbà de Sant Cugat Sesgarrigues (Alt Penedès) inclòs a l'Inventari del Patrimoni Arquitectònic de Catalunya. La masia La Torre és a prop del cementiri. Presenta una estructura basilical, amb tres crugies o cossos, de cobertes individuals: la central a dues vessants i les laterals a una. Es compon de planta baixa, pis i golfes. El portal d'accés és d'arc de mig punt adovellat. Les finestres del pis principal són estructurades amb carreus de pedra i ampit motllurat i les golfes presenten un seguit d'obertures amb arc de mig punt. Totes les façanes són arrebossades i emblanquinades. Al costat hi ha un interessant celler, d'una nau amb quatre arcs diafragma. Hi ha altres edificacions agrícoles adossades. Tot el conjunt es troba protegit per un baluard. A la façana hi ha la data del 1803.